# 吉松町
吉松町（よしまつちょう）は、かつて鹿児島県の北東端、姶良郡にあった町。2005年3月22日に栗野町と新設合併し、湧水町となった。

## 地理

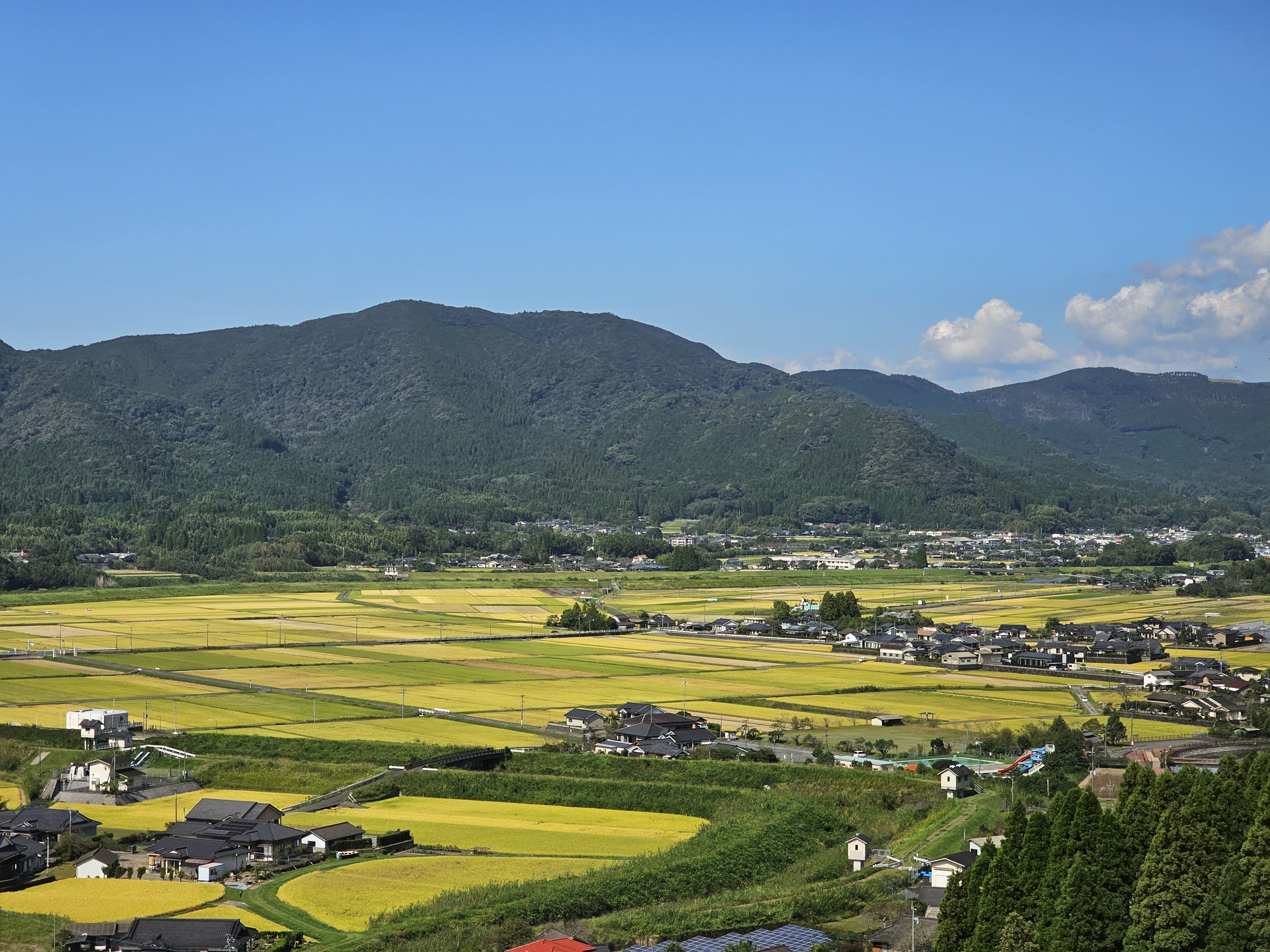
川内川流域に広がる水田（2024年10月）

鹿児島県の北東端に位置しており、霧島山の山麓にあるすり鉢状の盆地状に広がっている。また、中央部には川内川が南北に流れその流域に耕地が多くあり、両岸にある台地上には畑地が多くある。

### 大字
大字は川添、川西、鶴丸、中津川、般若寺の5大字から構成されており、合併後も湧水町にそのまま引き継がれている。

### 町名の由来
吉松という地名は島津氏による三州統一により菱刈氏を追い北薩を攻略した後に島津義弘が豊後に移る際に亀鶴城を仮住居とした際に鶴亀城の周辺には亀丸と亀沢、南方には竹田村という縁起のよい「亀鶴松竹」という言葉のうち「亀（亀丸、亀沢）鶴（亀鶴城）竹（竹田村）」の地名が揃っており、残りの松を入れることでこの地が永く栄えることを祈願し吉松と改名したことに由来する

## 歴史

### 原始期
川内川の流域にある山麓から台地にかけて、多くの縄文遺跡及び弥生遺跡が発見された。縄文遺跡からは前期より晩期頃のものとみられる土器が見つかっている。

### 中世期
建久8年の大隅国図帳には吉松町の区域は筒羽野と称されていたとされ、島津氏による三州統一により菱刈氏を追い北薩を攻略した後に島津義弘が豊後に移る際に亀鶴城を仮住居とした際に筒羽野村から吉松村に改称したとされる。

### 近世期
「天保郷帳」に見える江戸期頃の2005年の合併による廃止時に吉松町域にあたる村としては桑原郡吉松郷（外城）に属する吉松村、川添村、鶴丸村、中津川村、般若寺村の5か村が見える。また、吉松村は川西村とも称されており、現在の大字川西の区域に当たる
明治に入り、廃藩置県により1871年（明治4年）7月に鹿児島県に属していたが、同年11月に鹿児島県より分割され都城県に属することとなったが、1873年（明治6年）には再び鹿児島県に編入された。

### 近現代
大区小区制下では桑原郡56大区の1小区及び2小区に属していた。1889年（明治22年）には町村制が施行されたのに伴い、川添村、川西村（吉松村）、鶴丸村、中津川村、般若寺村が合併し吉松村として成立した。その後1897年（明治30年）4月1日、郡の統合により姶良郡に所属した。1953年（昭和28年）2月11日には吉松村が町制施行し、吉松町となった。
1968年（昭和43年）に発生したえびの地震は最大規模M6.1と大規模であり、吉松町では震度4〜5が観測され、地震による吉松町の被害は死者2名、被害額は10数億円に及んだ。
2003年（平成15年）には吉松町は栗野町と合併協議会を設置し、翌年には合併協定調印が行われ、2005年（平成17年）1月26日には廃置分合が告示され、同年3月22日に湧水町が設置されたため自治体としての吉松町は廃止された。

## 行政
- 町長：永野龍郎（2003年4月 - 2005年3月22日）
- 町議会議員数：12名

### 歴代村長・町長
| 代           | 氏名         | 就任期間                  |
| ------------ | ------------ | ------------------------- |
| 初代村長     | 中村重安     | 1888年4月 - 1889年9月     |
| 二代村長     | 古川重親     | 1889年9月 - 1892年2月     |
| 三代村長     | 大重兼徳     | 1892年2月 - 1896年4月     |
| 四代村長     | 古川重親     | 1896年4月 - 1897年6月     |
| 五・六代村長 | 小城親友     | 1897年6月 - 1905年5月     |
| 七代村長     | 中神頼昌     | 1905年6月 - 1909年5月     |
| 八代村長     | 萩原正一     | 1909年6月 - 1913年5月     |
| 九代村長     | 猪俣謙四郎   | 1913年6月 - 1921年6月     |
| 十代村長     | 猪俣謙四郎   | 1913年6月 - 1921年6月     |
| 十一代村長   | 中村重治     | 1921年6月 - 1929年6月     |
| 十二代村長   | 中村重治     | 1921年6月 - 1929年6月     |
| 十三代村長   | 和田盛信     | 1929年6月 - 1933年6月     |
| 十四代村長   | 鶴永直       | 1933年6月 - 1938年5月     |
| 十五代村長   | 池島与右エ門 | 1938年6月 - 1942年6月     |
| 十六代村長   | 別所市太郎   | 1942年6月 - 1945年10月    |
| 十七代村長   | 徳満登       | 1945年11月 - 1947年4月    |
| 十八代村長   | 徳満登       | 1945年11月 - 1947年4月    |
| 十八代村長   | 鶴永八二     | 1947年5月 - 1951年4月     |
| 二十代村長   | 中水千利     | 1951年4月 - 1967年4月     |
| 初代町長     | 中水千利     | 1951年4月 - 1967年4月     |
| 二代町長     | 中水千利     | 1951年4月 - 1967年4月     |
| 三代町長     | 中水千利     | 1951年4月 - 1967年4月     |
| 四代町長     | 中水千利     | 1951年4月 - 1967年4月     |
| 五代町長     | 東盛武       | 1967年4月 - 1975年4月     |
| 六代町長     | 東盛武       | 1967年4月 - 1975年4月     |
| 七代町長     | 竹ノ上末盛   | 1975年5月 - 1983年5月     |
| 九代町長     | 平野正彦     | 1983年4月 - 1987年4月     |
| 十代町長     | 別所郁夫     | 1987年4月 - 1995年4月     |
| 十一代町長   | 別所郁夫     | 1987年4月 - 1995年4月     |
| 十二代町長   | 今藤望       | 1995年4月 - 2003年4月     |
| 十三代町長   | 今藤望       | 1995年4月 - 2003年4月     |
| 十四代町長   | 永野龍郎     | 2003年4月 - 2005年3月22日 |

### 県の行政機関
- 横川警察署吉松駐在所

### 国の行政機関
- 法務省矯正局：鹿児島刑務所

## 地域

### 人口
凡例
|  | 人口（人） |  | 世帯数（戸） |

| 1887年 | 2,724 |  |
| 1887年 | 615   |  |
| 1921年 | 5,541 |  |
| 1921年 | 1,286 |  |
| 1930年 | 6,231 |  |
| 1930年 | 1,191 |  |
| 1940年 | 6,152 |  |
| 1940年 | 1,135 |  |
| 1950年 | 8,638 |  |
| 1950年 | 1,689 |  |
| 1960年 | 8,021 |  |
| 1960年 | 1,741 |  |
| 1970年 | 5,742 |  |
| 1970年 | 1,614 |  |
| 1980年 | 4,804 |  |
| 1980年 | 1,668 |  |
| 1990年 | 5,102 |  |
| 1990年 | 1,822 |  |
| 1995年 | 4,935 |  |
| 1995年 | 1,821 |  |

### 教育

#### 中学校
- 吉松町立吉松中学校

#### 小学校
- 吉松町立吉松小学校

## 交通

### 航空
町域内には空港は所在しておらず、最寄りの空港は鹿児島空港である。

### 鉄道

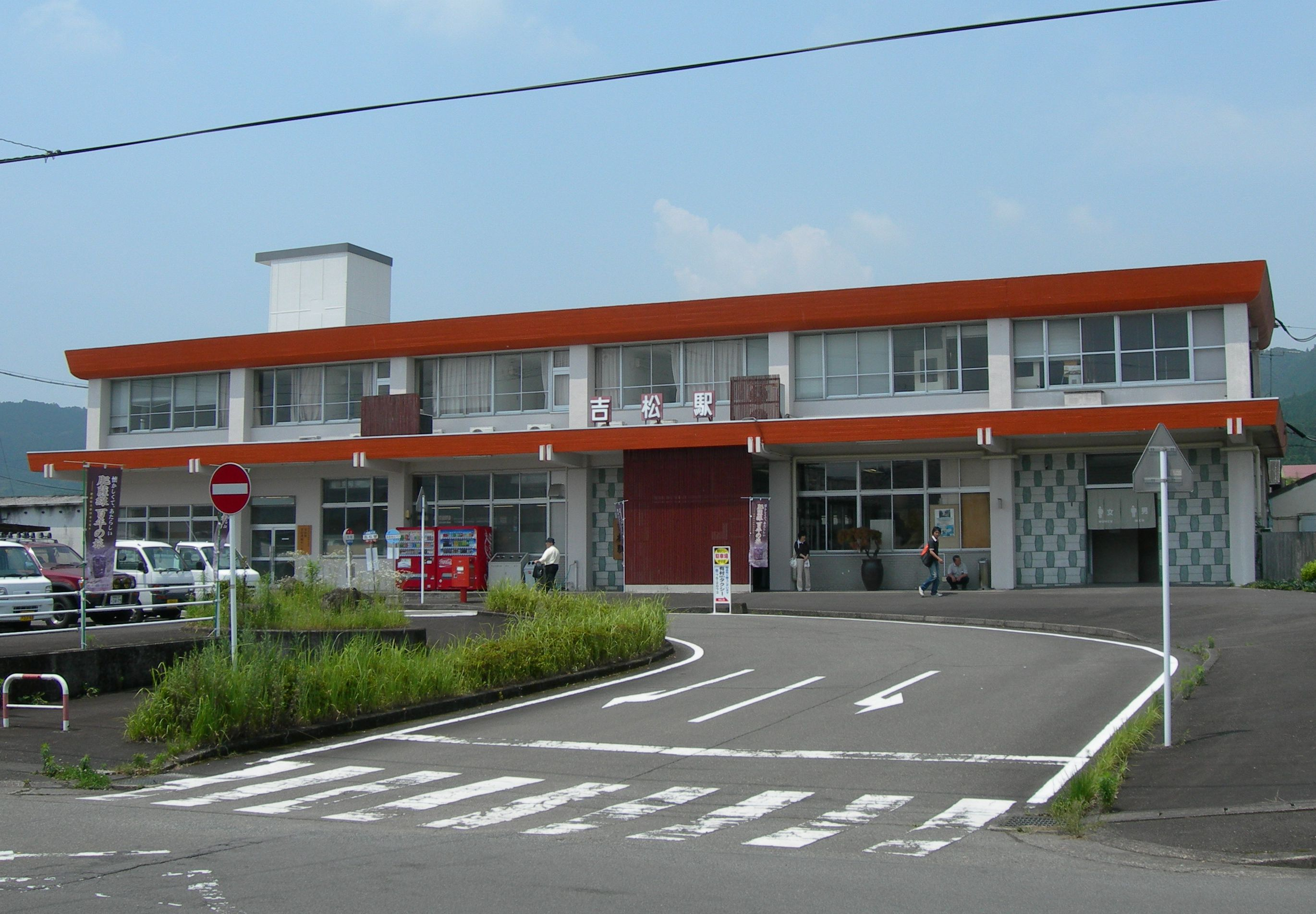
吉松駅
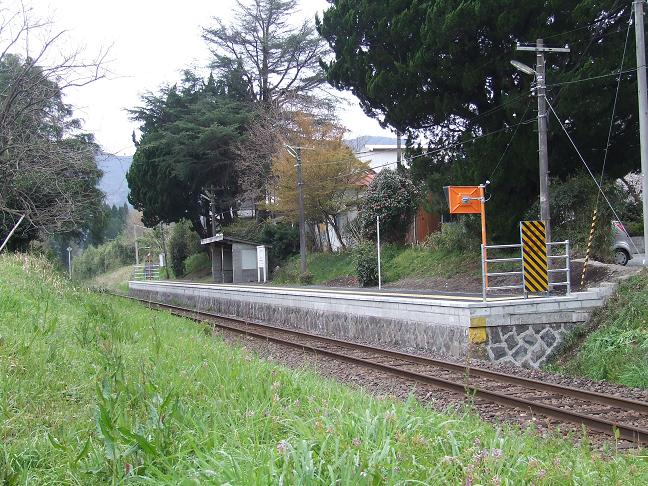
鶴丸駅

- 九州旅客鉄道
  - 肥薩線
    - 吉松駅

  - 吉都線
    - 吉松駅 - 鶴丸駅

- 吉松駅
- 鶴丸駅

### バス

#### 高速バス
- 高速バス「はまゆう号」
  - 吉松パーキングエリアバスストップ

#### 路線バス
- 南国交通
  - 吉松 - 大口路線バス
  - エアポートシャトルバス
- 宮崎交通
  - 吉松 - 京町

### 道路

#### 高速道路
町域を九州自動車道が通っており、吉松パーキングエリアが所在しているがインターチェンジは所在していない。最寄りのインターチェンジは栗野インターチェンジ。

#### 国道

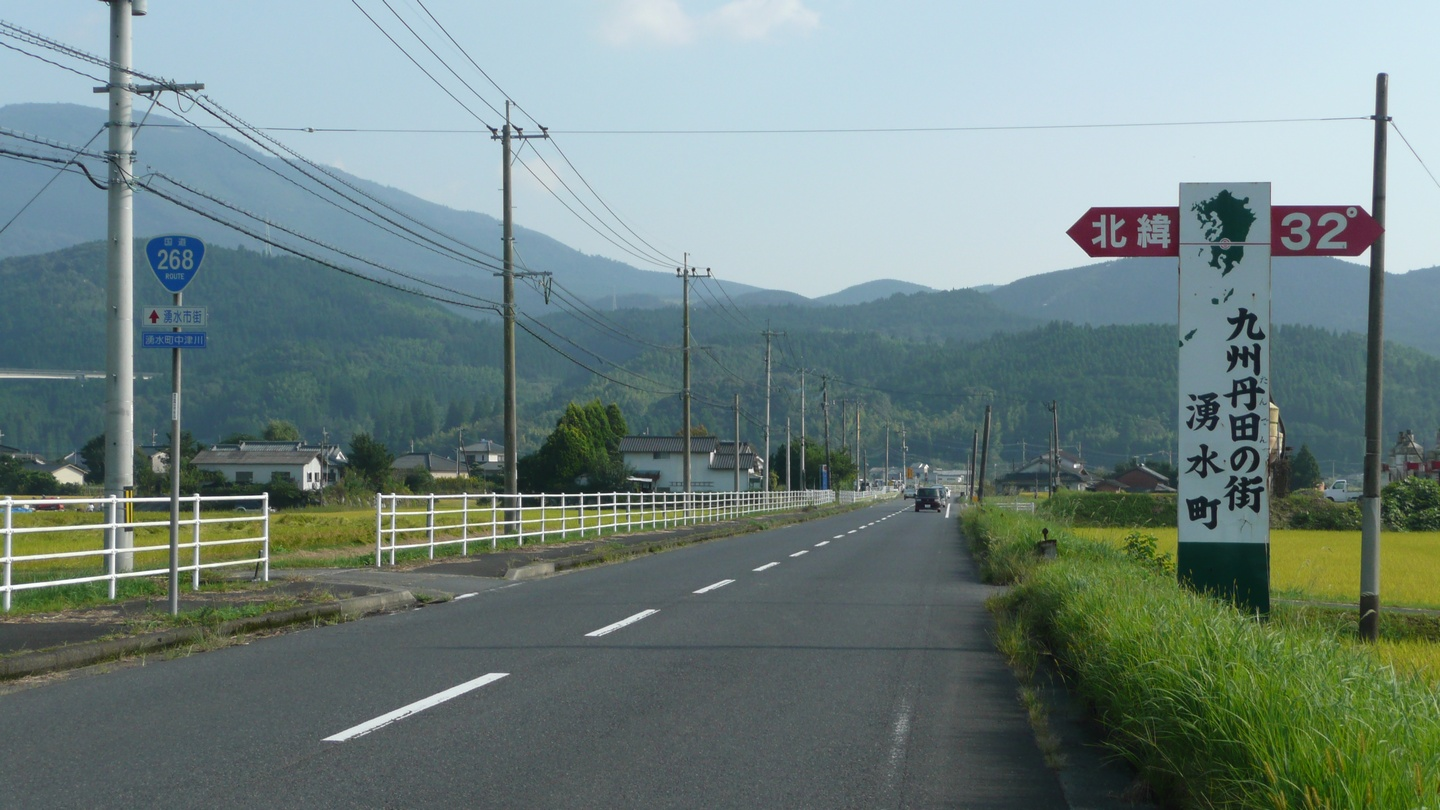
国道268号より水俣方面を望む（吉松町中津川）

- 国道268号

#### 県道
一般県道
- 鹿児島県道102号木場吉松えびの線
- 鹿児島県道442号吉松停車場線
- 鹿児島県道448号川西菱刈線

## 名所・旧跡・観光スポット・祭事・催事
- ヒガンザクラ自生南限地（国の特別天然記念物[9]）
- 筒羽野の疏水（疏水百選）
- 観光SL会館
- 鶴丸温泉